# Unité de contact
L'unité de contact est une structure de la gendarmerie nationale annoncée le 8 février 2018 par Gérard Collomb, ministre de l'Intérieur, dans le cadre de la création de la police de sécurité du quotidien (PSQ). L'une de leurs fonctions est d'entretenir un lien permanent avec la population afin de la rassurer et de capter des renseignements humains utiles à la sécurité de tous les territoires. D'ici 2019, il est prévu de créer 250 unités de contact, groupes ou brigades, au moins une par département, qui devraient mobiliser 500 gendarmes.